# 石门街镇
石门街镇，是中华人民共和国江西省上饶市鄱阳县下辖的一个乡镇级行政单位。

## 行政区划
石门街镇下辖以下地区：
石门街社区、石门村、南门村、北门村、金亭村、新石村、枫树村、汉桥村、铁门村、段庄村、东山垄村和东山林场生活区。